# Manbidsch
Manbidsch (arabisch منبج, DMG Manbiǧ, auch Manbij, kurdisch Minbic, syrisch ܡܒܘܓ Mabbug („Quelle“), Kara-Membidj), das antike Hierapolis Bambyke, ist ein Ort im heutigen Syrien im Gouvernement Aleppo, südwestlich des Zusammenflusses von Sadschur und Euphrat. Seleukos Nikator nannte die Stadt wegen ihrer Tempel in Hierapolis oder Hieropolis um. Die Stadt war vor allem als Kultzentrum der Dea Syria bekannt. Sie war ein wichtiger Rastplatz für die Karawanen nach Seleukia und Babylon. Unter Antiochos IV. wurden hier Münzen geprägt.

## Lage und Stadtbild
Die Stadt liegt an der von Aleppo nach Nordosten führenden Straße 30 Kilometer vor der Brücke über den Euphrat, der hier durch die Tabqa-Talsperre aufgestaut ist. 2003 betrug die Einwohnerzahl 65.948.
Das quadratische Minarett der im Zentrum gelegenen Moschee wird nach einer Inschrift auf das Jahr 1202 datiert. Von der antiken Stadt ist bis auf den Rest einer Stadtmauer nichts mehr erhalten. Unter seinem antiken Namen Hierapolis Bambyke ist Manbidsch Sitz des Titularbistums Hierapolis in Syria dei Greco-Melkiti.

## Geschichte

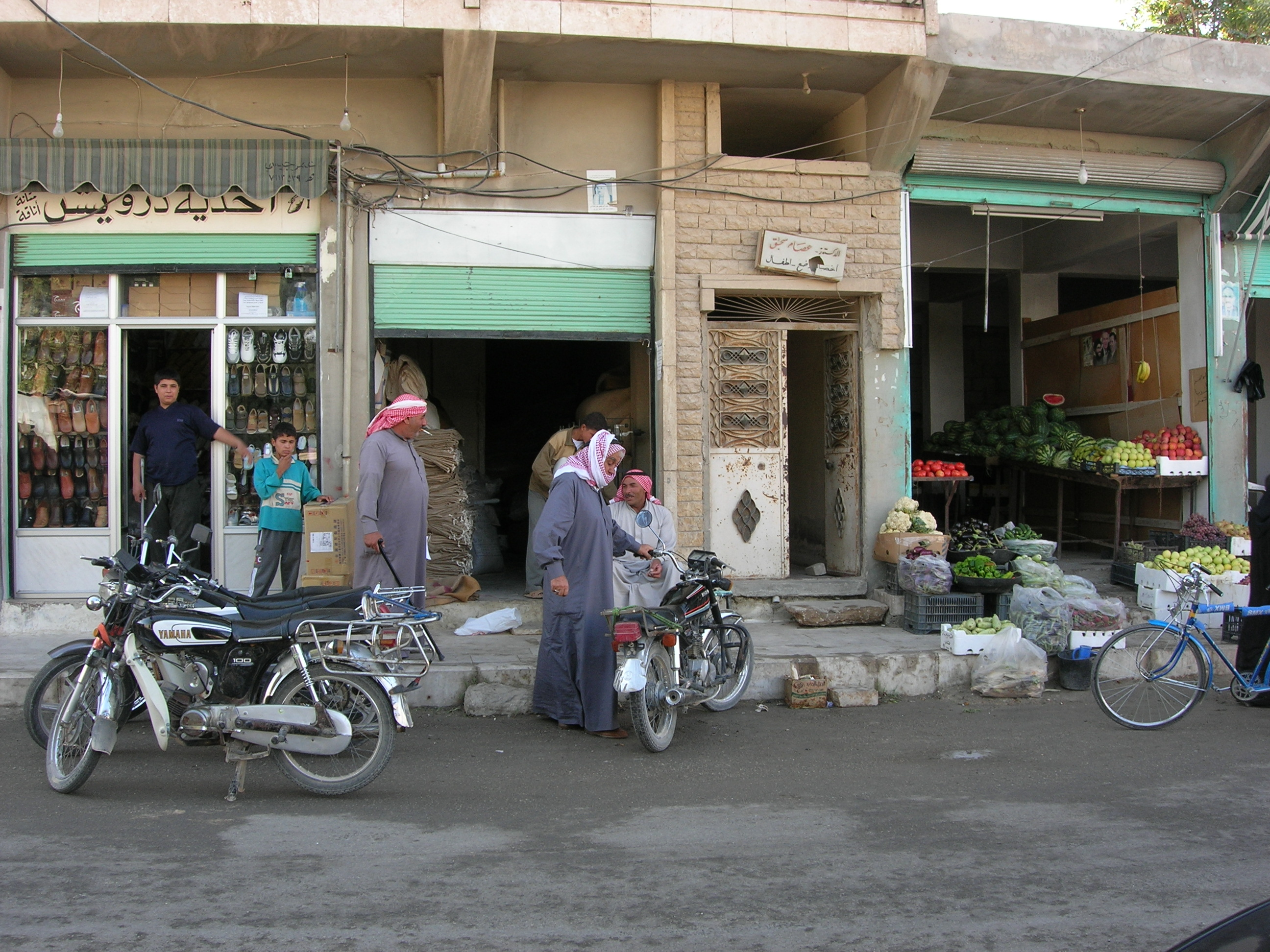
Straßenszene in Manbidsch (2005)

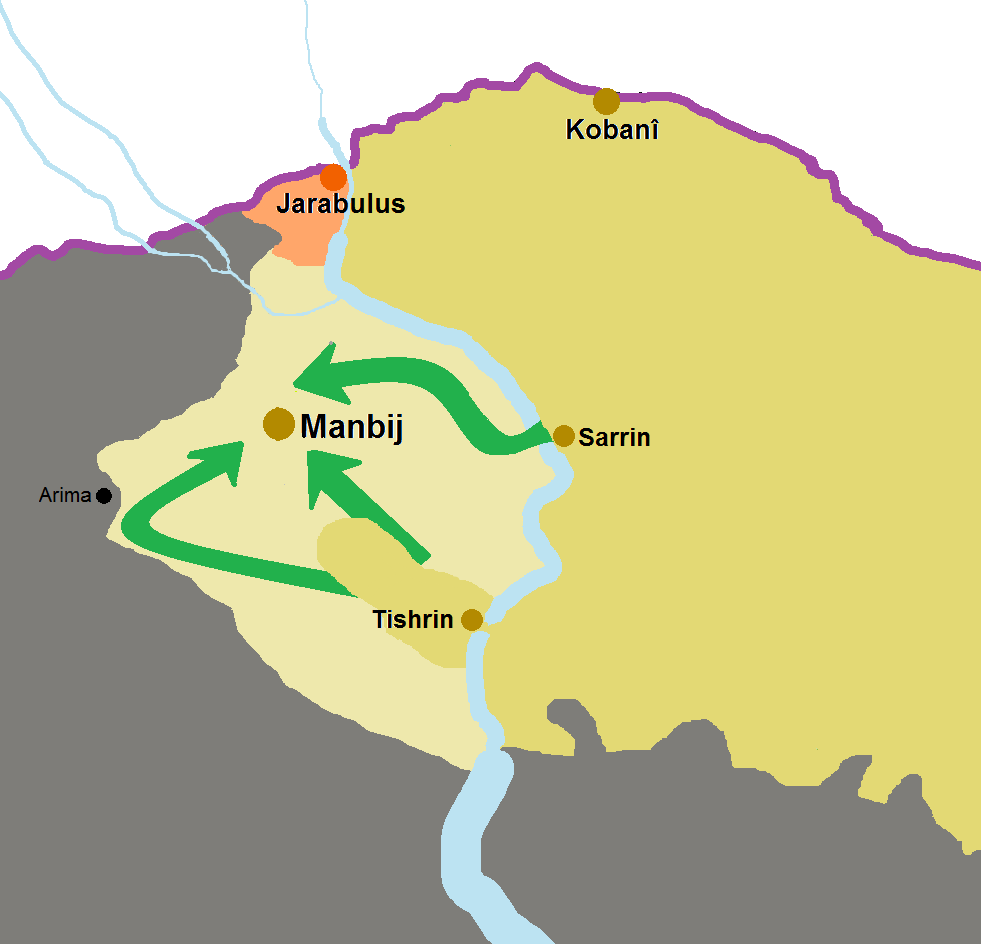
Kampagne der SDF gegen den IS, 2016

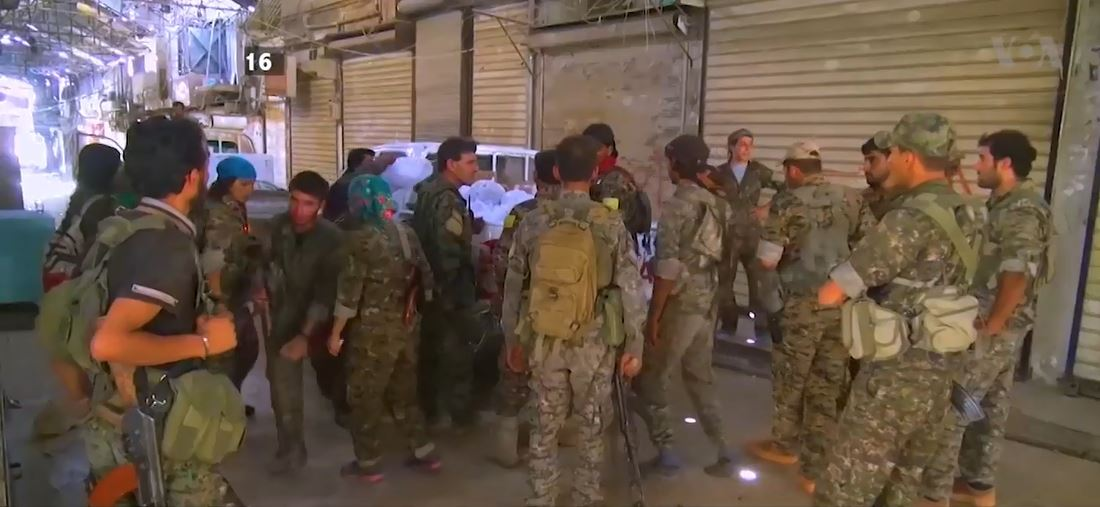
Kämpfer der Demokratischen Kräfte Syriens in Manbidsch im August 2016

Im 3. Jahrhundert war die Stadt in der Nachfolge von Samosata Hauptstadt der Provinz Euphratensis (Kommagene) und eine der größten in Syrien. Kaiser Julian machte auf seinem Feldzug gegen Schapur II. hier Station. Justinian I. ließ neue Befestigungen errichten. In den 1060er Jahren nahmen die Seldschuken unter Alp Arslan die Stadt ein. 1068 eroberte Romanos IV. die Stadt zurück, danach lag sie im Herrschaftsbereich des Philaretos Brachamios, bis sie an die Seldschuken unter Malik Schah I. fiel. Die Bevölkerung hing dem Monophysitismus an. Der Ort wurde mehrfach zerstört, zuletzt durch Hülegü.
Die Neugründung von Manbidsch im Osmanischen Reich erfolgte 1879 durch tscherkessische Flüchtlinge aus Widin, die nach dem Russisch-Osmanischen Krieg hier angesiedelt wurden, um ein regierungstreues Gegengewicht gegen aufständische Beduinen zu bilden. Die Tscherkessen waren wenige Jahre zuvor, bis 1864 aus dem Kaukasus ins Osmanische Reich deportiert worden. Sie mussten erneut emigrieren, nachdem Widin dem Osmanischen Reich an das neu gegründete Fürstentum Bulgarien verloren ging. Weitere tscherkessische Familien erreichten Manbidsch 1905. Sie erhielten von der osmanischen Verwaltung neben Land auch landwirtschaftliche Geräte, Rinder und Geld. Nachdem es zu anfänglichen Spannungen mit dem lokalen Beduinenstamm der Bani Sa'id gekommen war, entwickelte sich der Ort wirtschaftlich erfolgreich. Es entstand ein lokales Markt- und Verwaltungszentrum mit einer kleinen Garnison. Die Bevölkerung wurde 1932 auf 2000 geschätzt, davon waren 800 Tscherkessen und etwa 100 Armenier. 1970 hatte die Stadt etwa 16.000 Einwohner.
Im Bürgerkrieg in Syrien zogen sich am 19. Juli 2012 syrische Streitkräfte aus der Stadt zurück, wodurch Manbidsch zu einer der ersten Großstädte Syriens wurde, in denen Rebellen bzw. örtliche Räte die Verwaltung übernahmen. Die syrischen Luftstreitkräfte bombardierten die Stadt seit Mitte August 2012 täglich (bis mindestens Anfang Oktober 2012), wobei vor allem die Infrastruktur getroffen wurde. Im Juli 2013 kam es in der Stadt zu mehreren Protesten gegen den Islamischen Staat im Irak und der Levante (IS). Im Januar 2014 wurde die Stadt vom Islamischen Staat im Irak und der Levante eingenommen.
Im Januar 2016 nahmen die Demokratischen Kräfte Syriens (SDF) die südöstlich der Stadt gelegene Tischrin-Talsperre ein und überschritten den Euphrat. Anfang Juni 2016 rückten die SDF, unterstützt durch die Combined Joint Task Force – Operation Inherent Resolve (CJTF-OIR), weiter auf die Stadt vor. Ab dem 10. Juni wurde die Stadt durch die SDF komplett belagert und bis zum 13. August 2016 vollständig vom IS befreit. Seitdem wird die Stadt vom Manbidsch-Militärrat (Manbij Military Council) kontrolliert. Am 28. Dezember 2018 baten die kurdische Miliz YPG um Beistand von der Regierung. Im Zuge der Türkischen Militäroffensive in Nordsyrien im Oktober 2019 setzten sich die als Puffer zu den Türken abgestellten  US-Streitkräfte befehlsgemäß ab und syrische Truppen und ihre russischen Verbündeten erklärten am 15. Oktober die Übernahme der Stadt. Im Dezember 2024, zwei Tage nach dem Zusammenbruch des Assad-Regimes, eroberte die von der Türkei unterstützte Syrische Nationale Armee (SNA) nach schweren Gefechten mit der kurdisch-dominierten SDF Manbidsch, das nach Anschauung der SDF bzw. syrischer Kurden zu Westkurdistan gehört.

## Tempel
Nach Lukian wurde der Tempel der Atargatis zweimal im Jahr von Pilgern besucht, um Wasser in einen Schlund zu gießen (De Dea Syriaca 13). Der Schlund ist laut Lukian ein Überrest der Großen Flut, und der erste Tempel hier wurde von Deukalion errichtet. Knaben opferten in dem Tempel ihren ersten Bartwuchs, Mädchen ihre Locken. Gelegentlich fanden auch Kinderopfer statt, wobei die Eltern vorgaben, es handele sich um eine Kuh. Der reiche Tempel wurde von Marcus Licinius Crassus im Feldzug gegen die Parther 53 v. Chr. geplündert. Unweit des Tempels befand sich ein Teich mit heiligen Fischen, die herbeischwammen, wenn sie gerufen wurden. Lukian konnte einen Fisch beobachten, der golden war und ein Juwel auf seiner Flosse trug.
Der christliche Autor (Pseudo-)Melito von Sardes (Spicilegium Syriacum 44) beschreibt, wie die Göttin Simi, Tochter des höchsten Gottes Adad, einen Dämonen besiegte, indem sie die Grube, in der er lebte, mit Seewasser füllte. Simi wird von Sayce mit Semiramis gleichgesetzt.
Ambrosius Theodosius Macrobius (Saturnalia, I. xvii. §§ 66, 67) erwähnt die Verehrung einer spitzbärtigen Apollo-Statue in Hierapolis. Der Gott trägt einen Brustpanzer und hält einen Speer in der Hand, sein Mantel ist mit Schlangen verziert. Nach Makrobios hält er in der anderen Hand etwas, das wie eine Blume aussieht, vermutlich handelt es sich aber um den Blitz des Hadad. Der Gott ist von Adlern, zwei Frauen und einem Drachen begleitet.

## Berühmte Bürger
- Bardesanes (154–222), syrisch-aramäischer Philosoph und Gnostiker
- die Hl. Golinduch († 13. Juli 591), eine Perserin, die unter Hormizd IV. wegen ihrer Religion gefoltert worden war
- Omar Abu Rischa (1908–1990), Diplomat und Dichter
- Mohamad Al Hasan (* 1988), Fußballspieler

## Bischöfe
- Alexander, ein Nestorianer, nach Ägypten verbannt
- Philoxenos von Mabbug, auch Xenajas von Mabbug († 523)
- Stefanos II. (Ende 6. Jahrhundert), der Autor einer Vita von St. Golinduch
- Anastasius im 6. Jahrhundert
- Thomas von Harqel, vor 602 vertrieben und nach Ägypten emigriert
- Agapios von Hierapolis, im 10. Jahrhundert
- der lateinische Bischof Franko 1136